# Coaticook
Coaticook es una ciudad de la provincia de Quebec, Canadá. Está ubicada en el municipio regional de condado de de Coaticook y a su vez, en la región administrativa de Estrie. Hace parte de las circunscripciones electorales de Saint-François a nivel provincial y de Compton-Stanstead a nivel federal.

## Geografía
Coaticook se encuentra ubicada en las coordenadas 45°08′00″N 71°48′00″O / 45.13333, -71.80000. Según Statistics Canada, tiene una superficie total de 218,57 km² y es una de las 1135 municipalidades en las que está dividido administrativamente el territorio de la provincia de Quebec. Su límite sur se encuentra en la frontera con el estado de Vermont en Estados Unidos.
Esta ciudad es reconocida por el parque de la garganta que se encuentra en sus proximidades y el puente suspendido peatonal que lo atraviesa, siendo el más largo del mundo.

## Demografía
Según el censo de Canadá de 2011, había 9255 personas residiendo en esta ciudad con una densidad de población de 42,3 hab./km². Los datos del censo mostraron que de las 9204 personas censadas en 2006, en 2011 hubo un aumento poblacional de 51 habitantes (0,6%). El número total de inmuebles particulares resultó de 4208 con una densidad de 19,25 inmuebles por km². El número total de viviendas particulares que se encontraban ocupadas por residentes habituales fue de 3977.

## Fotos de Coaticook

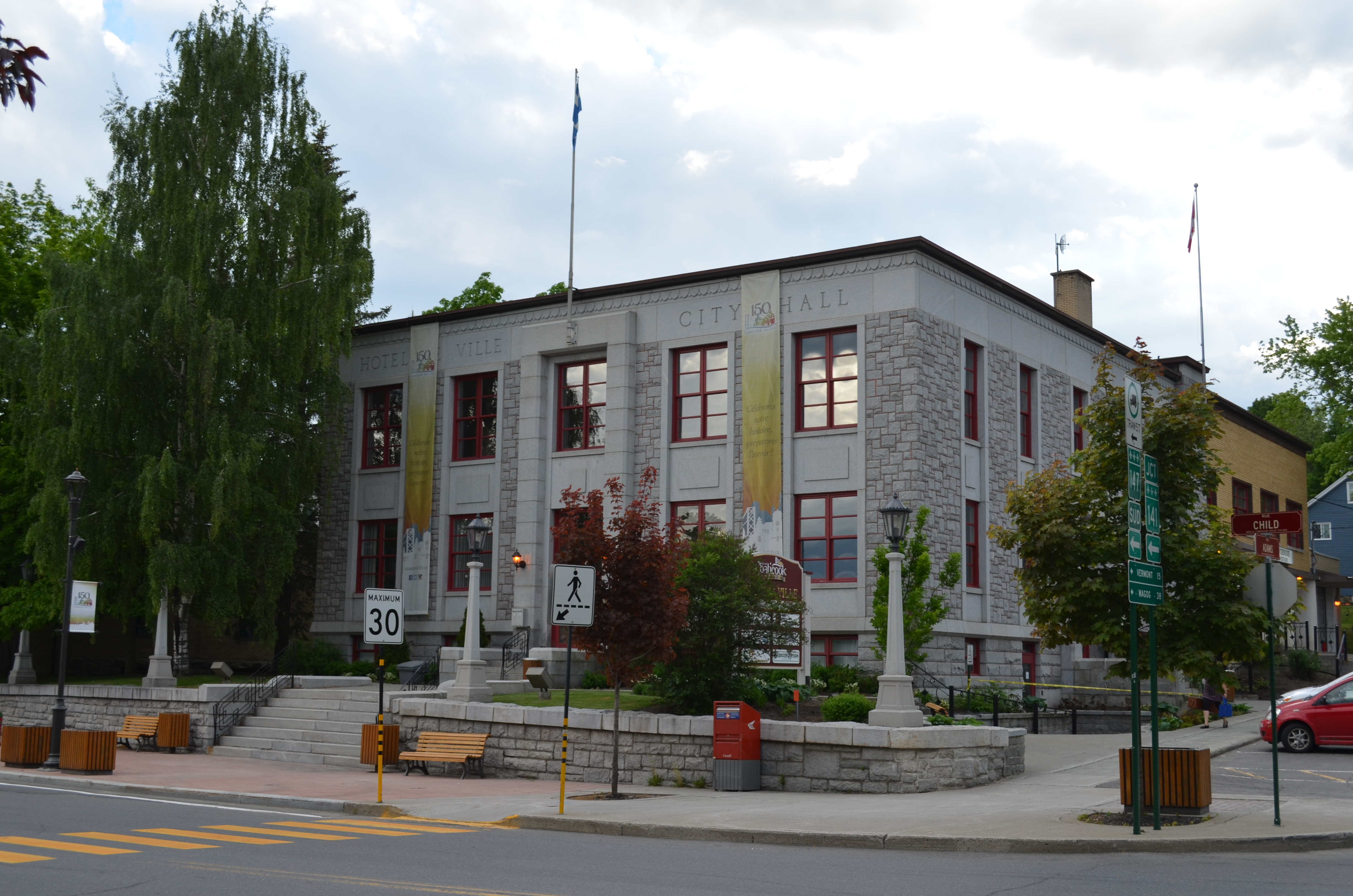
Cámara Municipal.
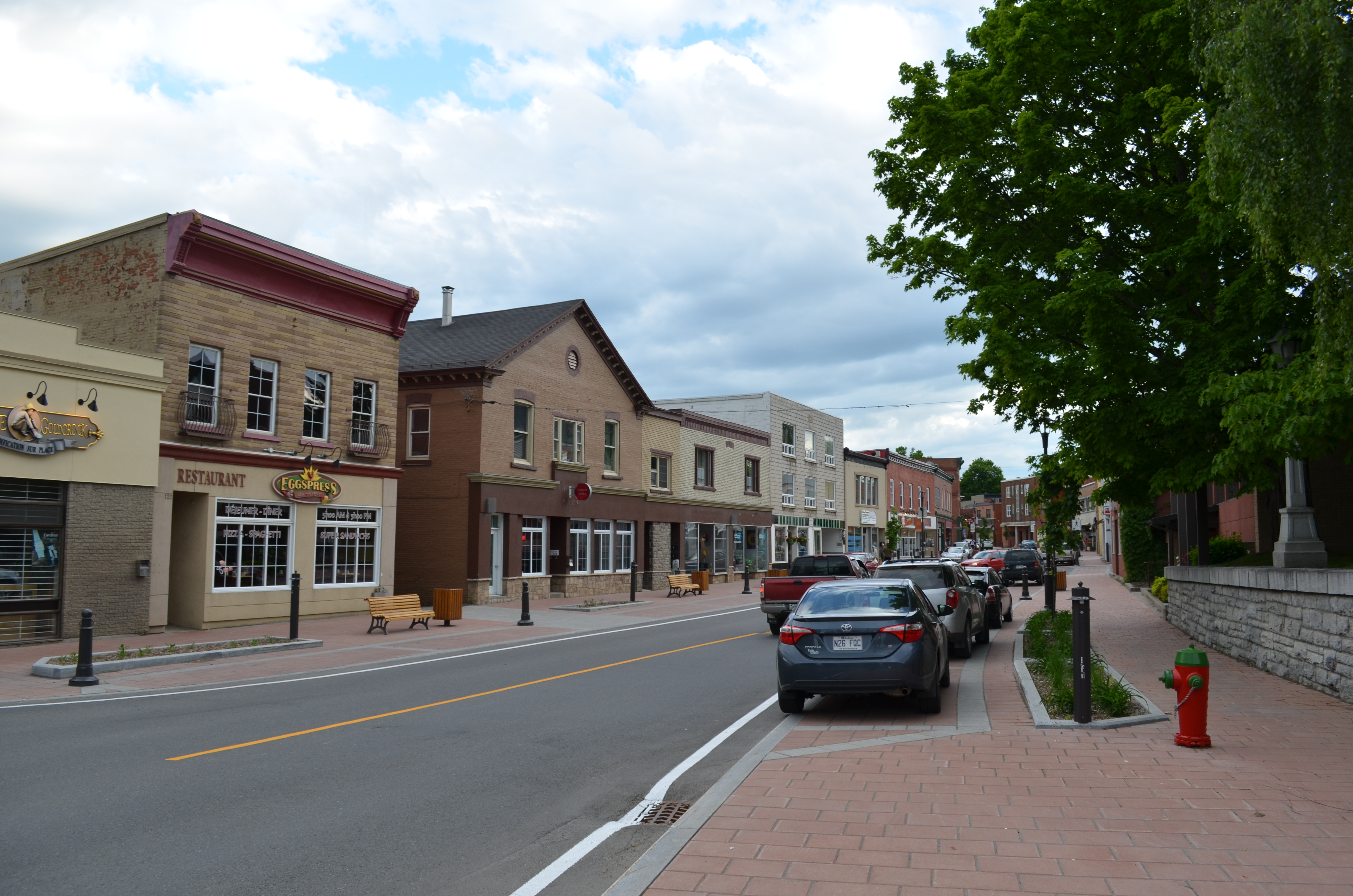
Calle Child.
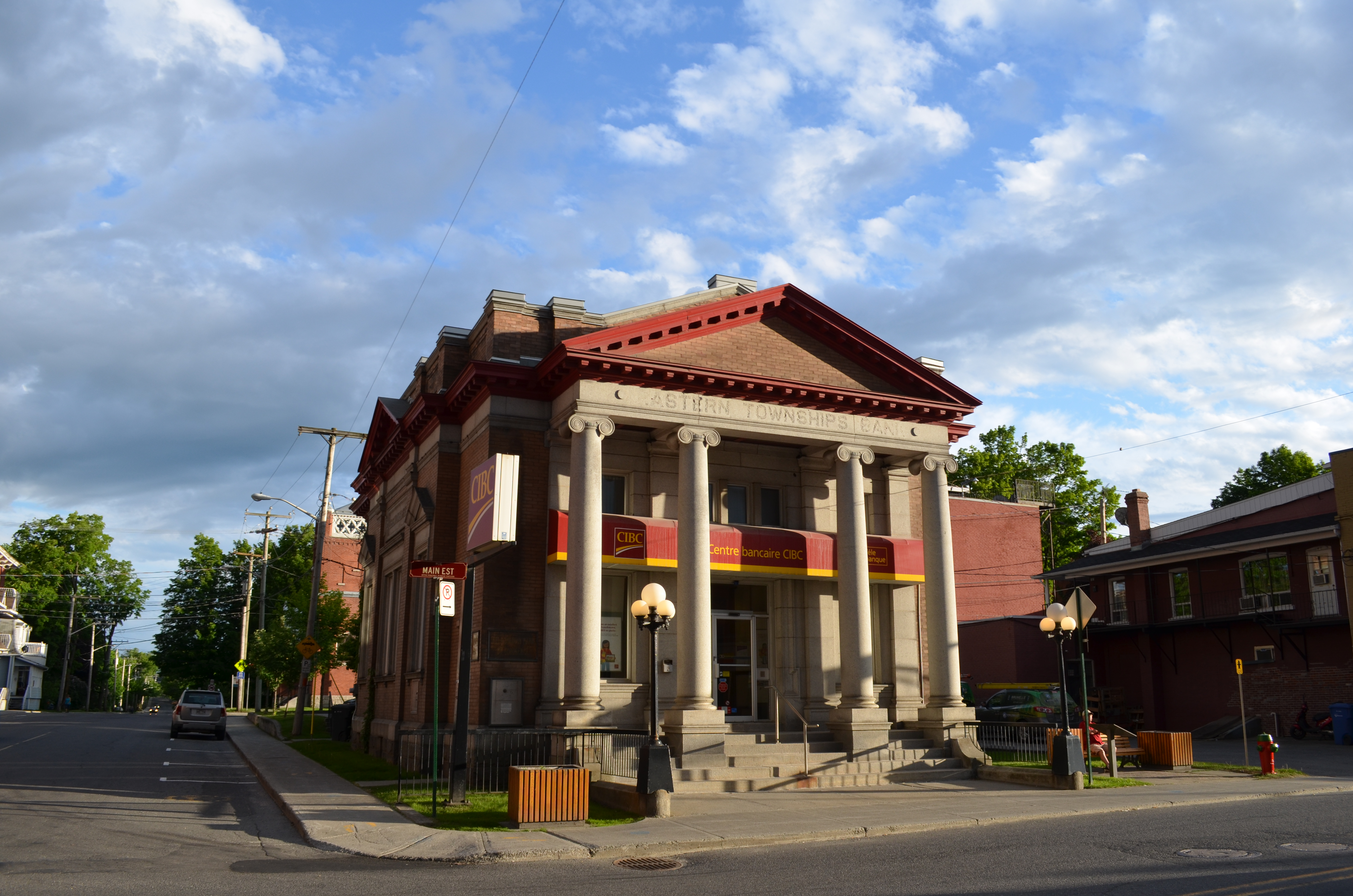
Eastern Townships Bank, calle Main Est.
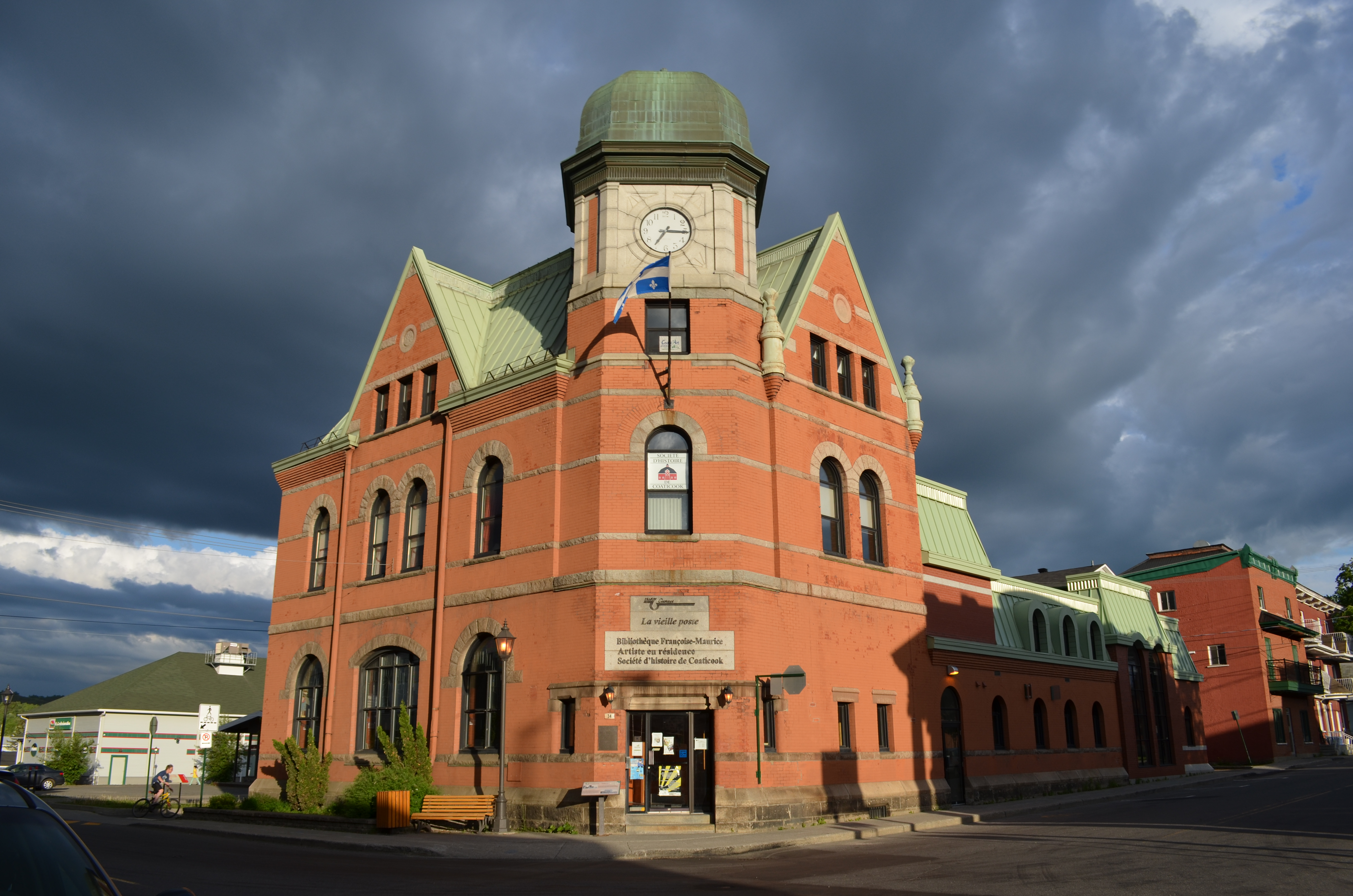
Oficina de Correos.